# Alfred Johnson Brooks
Pour les articles homonymes, voir Brooks.
Alfred Johnson Brooks (1890-1967) est un avocat, un enseignant et un homme politique canadien qui fut député provincial, député fédéral et sénateur du Nouveau-Brunswick.

## Biographie
Alfred Johnson Brooks naît le 14 novembre 1890 à Gagetown, au Nouveau-Brunswick.
Avocat et enseignant de profession, Brooks se lance en politique en 1925 lorsqu'il est élu député provincial de la circonscription de Kings le 10 août 1925, siège qu'il conservera jusqu'au 26 juin 1935.
Il se présente ensuite aux élections fédérales et est élu député de la circonscription de Royal le 14 octobre 1935. Il est par la suite constamment réélu aux élections de 1940, 1945, 1949, 1953, 1957 et 1958. Il se présente tout d'abord sous l'étiquette conservatrice de 1935 à 1940, il s'affilie ensuite au gouvernement national de 1940 à 1945 et enfin restera jusqu'à sa mort au parti progressiste-conservateur.
Sous le gouvernement Diefenbaker, il est nommé Ministre des Affaires des anciens combattants du 21 juin 1957 au 10 octobre 1960, tout en étant Ministre de la santé et du bien-être social par intérim du 21 juin 1957 au 21 août 1957.
Sur avis de Diefenbaker, Brooks est nommé sénateur le 12 septembre 1960. Il sera leader du Gouvernement au Sénat du 1er septembre 1962 au 21 avril 1963 puis, après l'élection de Lester B. Pearson au poste de premier ministre, il sera leader de l'opposition du 22 avril 1963 au 31 octobre 1967. Il démissionne quelques jours après, le 7 novembre 1967, et décède un mois plus tard, le 7 décembre 1967, à Saint-Jean.